# Agence spatiale polonaise
L’Agence spatiale polonaise (en polonais Polska Agencja Kosmiczna, PAK, souvent désignée par son acronyme anglais POLSA pour Polish Space Agency) est l'opérateur public du gouvernement polonais pour les projets spatiaux civils et militaires, institué par une loi en 2014. Son siège social est à Gdańsk, à l'initiative de l'ancien recteur de l'École polytechnique de Gdańsk et ancien ministre de l'éducation nationale et sénateur de 1997 à 2015 Edmund Wittbrodt.

## Fonctionnement
Outre son siège, l'agence dispose de deux bureaux régionaux :
- celui de Varsovie compétent pour le Nord du pays : Poméranie occidentale, Poméranie, Warmie-Mazurie, Podlachie, Lubusz, Grande-Pologne, Couïavie-Poméranie, Łódź et Mazovie.
- celui de Rzeszów s'occupe des voïvodies du Sud : Basse-Silésie, Opole, Silésie, Świętokrzyskie, Petite-Pologne, Lublin et Basses-Carpates.

L'agence est dirigée par un président, assisté par deux vice-présidents (respectivement pour la recherche et pour la défense). Elle est organisée sur trois niveaux. Au niveau du président se trouvent le Département de la stratégie et de la coopération internationale, le Département du programme spatial national et le Bureau d'organisation. Au niveau du vice-président chargé de la recherche, existent un Département de la recherche et de l'innovation et un Département de l'éducation. Le troisième niveau (secteur de la défense) comprend un Département des technologies des satellites militaires et un Département des projets de défense.

## Histoire
L'Agence est régie par une loi du 26 septembre 2014 (amendée en 2019) et elle commence à fonctionner à partir de la fin de l'année 2015. Elle a pour objet de mettre en œuvre des objectifs stratégiques du pays, pour accroître l'utilisation des systèmes satellitaires et accélérer développement des technologies spatiales dans les domaines de l'administration, de la recherche scientifique, de l'économie et de la défense. 
Le premier président est Marek Banaszkiewicz, jusque là directeur du centre de recherches spatiales de l'Académie polonaise des sciences. Le vice-président pour la recherche est Marek Moszyński professeur à la Faculté d'électronique, de télécommunications et d'informatique de l'École polytechnique de Gdańsk, et le vice-président pour la défense le général Lech Majewski (pl).
Après le changement de majorité parlementaire en 2015, la présidente du Conseil des ministres Beata Szydło (PiS) limoge le professeur Banaszkiewicz le 7 octobre 2016, alors que son mandat devait durer cinq ans. La présidence de l'Agence est confiée provisoirement au vice-président le colonel Piotr Suszyński, Le chef du gouvernement suivant Mateusz Morawiecki nomme le 13 mars 2018 le physicien Grzegorz Brona (pl), ancien chercheur au CERN, au poste de président, dont il démissionne en mars 2019. Il est remplacé par l'économiste Michał Szaniawski, homme de confiance de la ministre Jadwiga Emilewicz, limogé 20 mois plus tard, le 1er décembre 2020 par le successeur de celle-ci après un remaniement ministériel.